# Chaim Eitingon

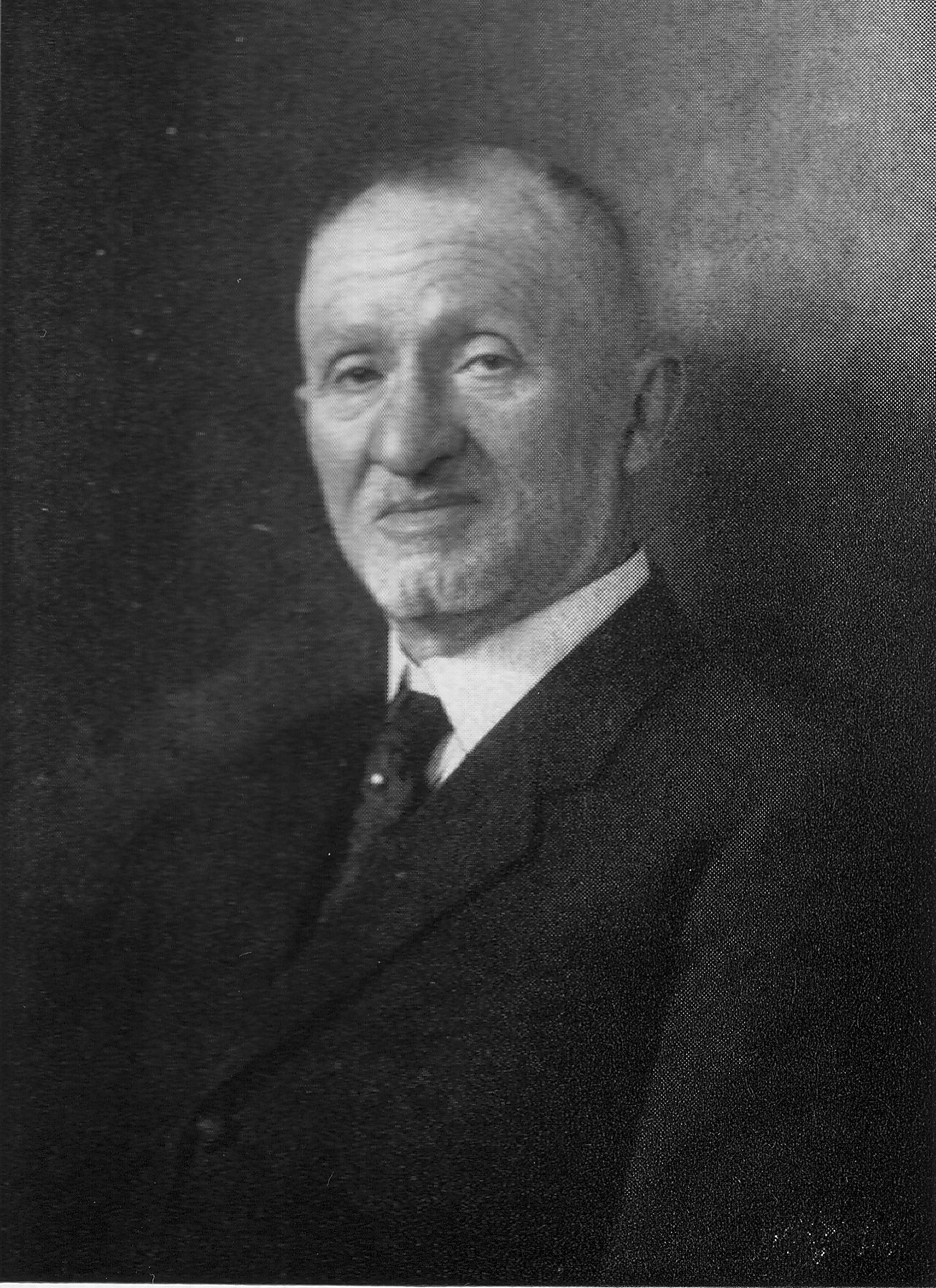
Chaim Eitingon (um 1929)

Chaim Eitingon (* 11. Dezember 1857 in Schklou, Belarus; † 24. Dezember 1932 in Leipzig) war ein Rauchwaren-Händler und Stifter in Leipzig.

## Leben
Als Sohn jüdischer Eltern wurde Chaim Eitingon am 11. Dezember 1857 in Schklou im damaligen Ansiedlungsrayon geboren. 1882 heiratete er die vier Jahre jüngere Chassidin Alexandra Lifschitz (1. August 1861–30. November 1929), mit der er vier Kinder hatte (Esther, Fanny, Waldemar und Max (1881–1943), letzterer wurde später ein bekannter Psychoanalytiker). Im selben Jahr gründete er die Rauchwaren-Handlung Ch. Eitingon in Moskau, bereits ein Jahr später eröffnete er eine Niederlassung am Leipziger Brühl 37–39 (Handelsregistereintrag 1896). Er war einer der wenigen jüdischen Händler, denen der Zar nach den Pogromen im Jahr 1882 weiterhin den Aufenthalt in Moskau gestattete, er pendelte zwischen Leipzig und Moskau. 1903 kehrte er in sein Stammhaus nach Moskau zurück, das jedoch 1914 wegen der Geschäftsbeziehungen zum Kriegsgegner Deutschland noch vor der Sozialisierungskampagne liquidiert wurde. Nach der Oktoberrevolution verlegte Eitingon seinen Stammsitz im Jahr 1917 dann endgültig nach Leipzig. Seine Familie wohnte in der Döllnitzer Straße 9 (heute Lumumbastraße). Chaim Eitingon erweiterte in kurzer Zeit seinen Betrieb mit Zweigstellen in New York und Paris. Bereits 1909 ist in New York im Fachverzeichnis der nordamerikanischen Pelzbranche Eitingon WM. & Co. verzeichnet, „Importeure und Exporteure von Pelzen und Fellen, 45–66 E. Elenventh st“.
Eitingon gehörte zu den erfolgreichsten Pelzhändlern am Leipziger Brühl. Anfangs, noch in Moskau, wollte er sich auf die höchstpreisigen Zobelfelle spezialisieren, wofür aber sein Kapital nicht ausreichte, so begann er mit Produktionsaufträgen und dem Vertrieb von Zobelkonfektion. Später, nach der Erweiterung seines Sortiments, handelte er mit Fellen fast aller dafür infrage kommenden Länder, außer der billigen Massenware wie Feldhase oder Kanin. Die Verbindungen mit den für ihn arbeitenden, meist deutschen Kürschnern, verschafften ihm die Kontakte zum Leipziger Brühl. Während der ersten 10 Jahre nach Gründung der Leipziger Filiale und dem Aufenthalt in Leipzig zog er zwei Neffen als Gesellschafter heran, den erfahrenen, als Filialleiter vorgesehenen Max Eitingon (1874–1939) und den noch sehr jungen Matwey Isakowitsch (1883–1956), der später nach New York auswanderte.

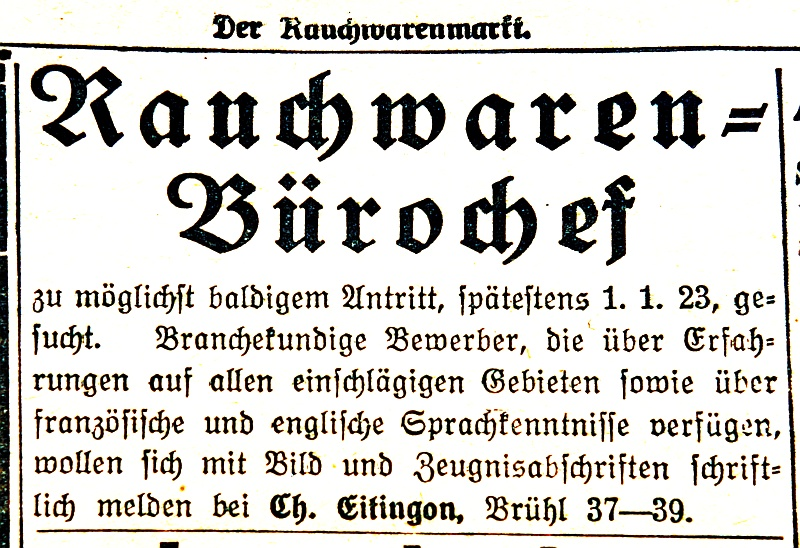
Ch. Eitingon sucht Bürochef für Leipzig (Anzeige, 1922)

1925 wandelte er sein Unternehmen in eine Aktiengesellschaft um, zu den Direktoren gehörten der Neffe Max Eitingon und Chaims Sohn Waldemar. 1926 und 1928 konnte seine AG einen Jahresumsatz von 25 Millionen Reichsmark ausweisen. Einen Teil der Gewinne investierte er im Immobiliengeschäft. Seine führende Stellung in der Rauchwarenbranche brachte ihm den Spitznamen „Pelzkönig“ vom Brühl ein. Man nannte die Familie auch „die Rothschilds von Leipzig“.
Im Jahr 1927 hatte das Pelzveredlungsunternehmen Kurt Wachtel eine Kaninfell-Veredlungsproduktion von jährlich 7 Millionen Fellen, das heißt täglich fast 20.000 Stück. Aufgrund dieser Entwicklung wurde das Unternehmen zum „modernst-organisierten Großbetrieb“ in Taucha ausgebaut und die Kurt Wachtel A.G. errichtet, deren Aktienkapital von 1 Million Mark sich ausschließlich im Besitz der Ch. Eitingon A.G. befand. In den Vorstand trat Kurt Wachtel ein, der frühere Besitzer der Rauchwarenfärberei.
Die Verbindungen zum russischen Pelzmarkt gab er nie völlig auf. Bald unterhielt er in Moskau wieder eine Repräsentation, die Moskauer Aktiengesellschaft für Rauchwarenhandel (mehrmals umbenannt). Von allen großen Firmen engagierte er sich am stärksten auf den westlichen Markt, als Mittler zu den russischen Handelsplätzen. Um 1920 gründete er in London die Moscow Fur Trading Co. und in Paris die Societé Anonyme des Moscou. Von Moskau aus hatte er bereits in New York die Eitingon & Co. mit seinem Neffen Matwey als Vertreter etabliert. Dieses Unternehmen konnte er nicht halten, er wandelte es in die Eitingon Schild Inc. um. Dieses stieg zwischen den beiden Weltkriegen zu den bekanntesten Rauchwarenunternehmen der Welt auf, unter den Erben ging es über in die Firma Eitingon, Gregory & Jaglou.
1921, zum 25-jährigen Geschäftsjubiläum erhöhte Eitingon eine bereits gewährte Stiftung um 7000 Mark auf 10.000 Mark, mit der Auflage, die „Erträgnisse ohne Ansehen und Konfession zugunsten von Kaufmannswitwen und -töchtern“ zu verwenden. Die Stiftung wurde 1937 von den Nationalsozialisten zugunsten der „Stiftung für besondere Unterstützungen“ aufgehoben.
1922 stiftete er die jüdisch-orthodoxe Ez-Chaim-Synagoge (Otto-Schill-Straße 6–8 / Apels Garten 4). Sie war Leipzigs zweitgrößtes jüdisches Gotteshaus und bot 1300 Gläubigen Platz. Über seinen Sohn Max war er auch Mäzen der psychoanalytischen Bewegung: ein verbürgtes Bonmot Freuds lautet: „Die besten Fälle der Analyse sind die Felle des alten Eitingon.“ Die Ez-Chaim-Synagoge wurde 1938 während des Novemberpogroms zerstört, die Beseitigung der Trümmer wurde der Israelitischen Gemeinde in Rechnung gestellt.
Zusammen mit seinem Neffen Matwei Issakowitsch begründete Eitingon die Israelitische Krankenhaus-Eitingon-Stiftung, die ab 1928 das Eitingonkrankenhaus im Waldstraßenviertel betrieb. Die Ausstattung entsprach den modernsten medizinischen Erkenntnissen seiner Zeit. Dieses erste jüdische Krankenhaus stand bis 1938 mit 79 Betten allen Konfessionen offen. 1928 wurde eine Anliegerstraße zu diesem Krankenhaus dem Stifter zu Ehren in Eitingonstraße umbenannt. Auf Befehl des Gauleiters von Sachsen, Martin Mutschmann, wurde am 14. Dezember 1939 das Krankenhaus mit allem Inventar enteignet und binnen vier Stunden zwangsevakuiert. Patienten und das medizinische Personal mussten in ein einziges Haus im Krankenhauskomplex Dösen umziehen und dort ohne Diagnose- oder Therapiemittel auskommen.
Chaim Eitingon war ab 1929 Ehrenmitglied der Israelitischen Gemeinde in Leipzig.

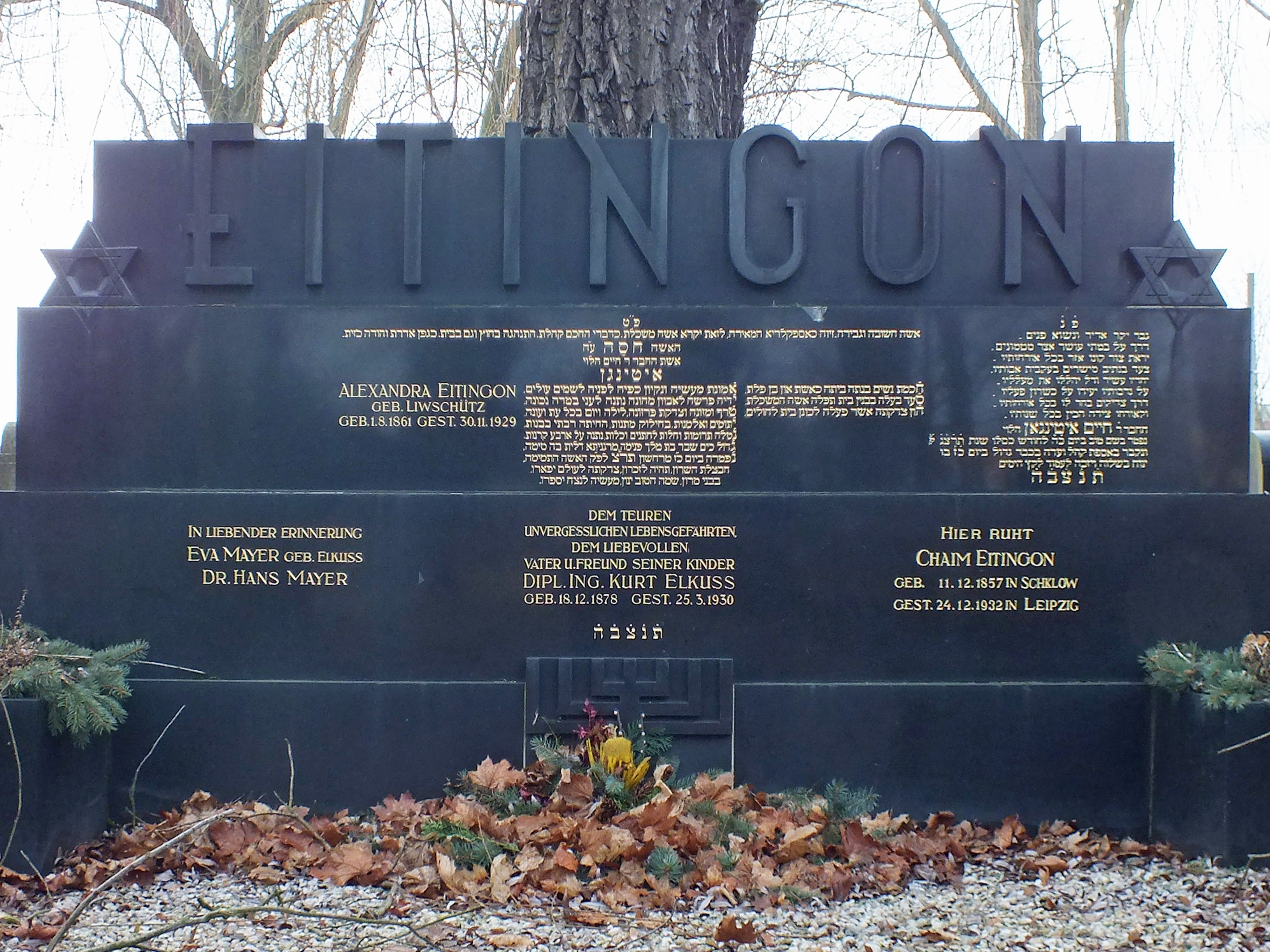
Das Eitingon-Grab auf dem Neuen Israelitischen Friedhof in Leipzig

Im Alter von 75 Jahren starb Chaim Eitingon am 24. Dezember 1932. Er wurde zwei Tage später auf dem Neuen Jüdischen Friedhof (Delitzscher Straße) beigesetzt. Seine Firma, die Chaim Eitingon AG, wurde nach seinem Tode aufgelöst, nach anderer Quelle erfolgte die Liquidierung erst 1935, nach der Machtübernahme der Nationalsozialisten mit ihren Judenverfolgungen.
Seit 1992 trägt das ehemalige jüdische Krankenhaus wieder den Namen Eitingon-Krankenhaus (Eitingonstraße 12) und untersteht der Verwaltung des Städtischen Klinikums St. Georg.